# Louis-Philippe Crépin
Louis-Philippe Crépin (París, 1772-París, 1851) fue un pintor marinista francés.

## Biografía

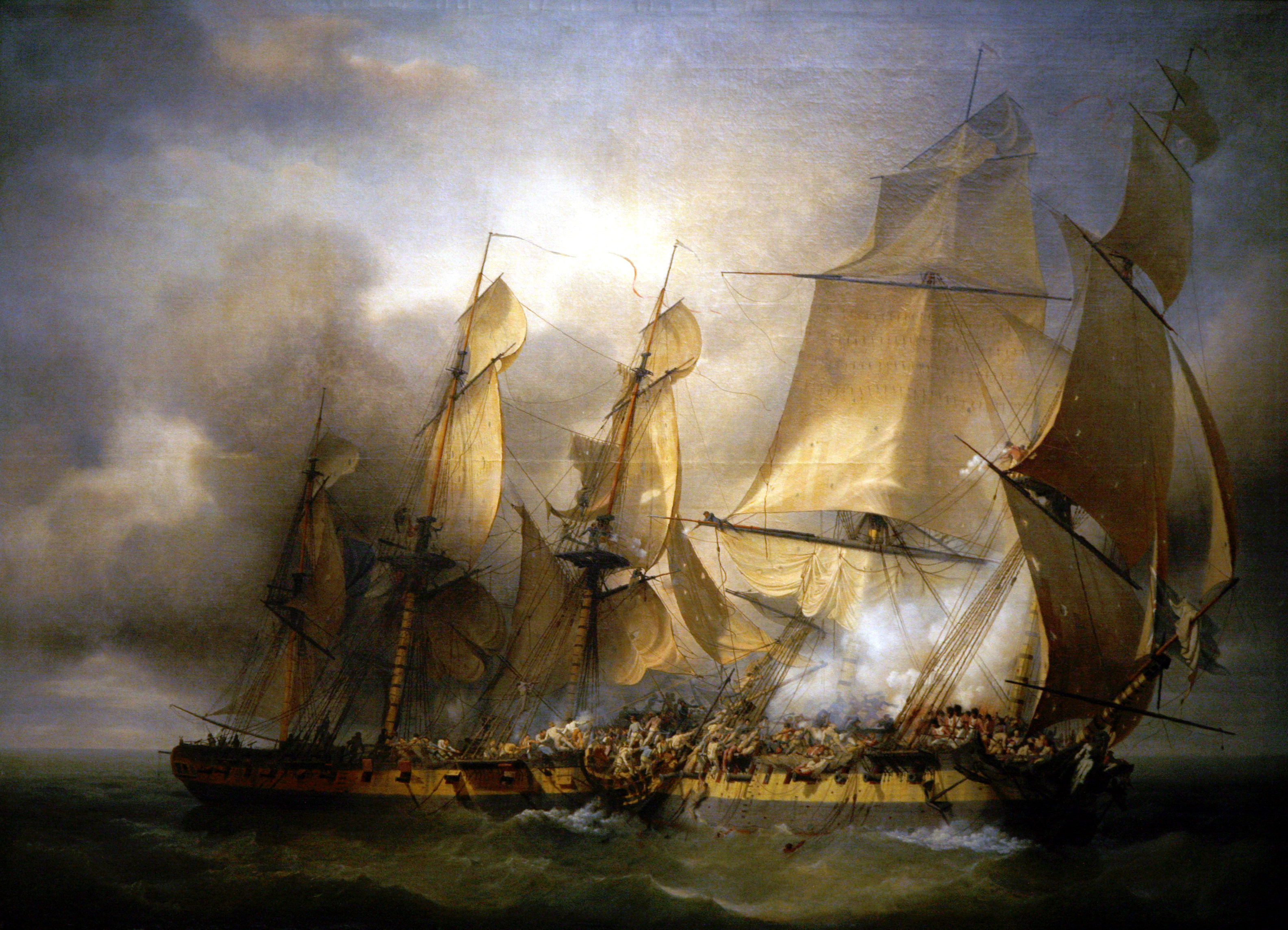
Combat de la Bayonnaise contre l'Embuscade, 1798

Nacido en París en 1772, se dedicó a la pintura de marinas. Fue discípulo de Regnault, Hubert Robert y Claude Joseph Vernet. Con frecuencia pintó combates entre barcos de guerra franceses e ingleses. Hizo uso de la acuarela y el gouache, además de realizar láminas de grabados al aguafuerte y al aguatinta. Falleció en 1851 en París. En 1830 había recibido el título honorífico francés de pintor oficial de la Marina.